# Révolution russe de 1905
Pour les articles homonymes, voir Révolution russe (homonymie).
La révolution russe de 1905 englobe l'ensemble des troubles politiques et sociaux qui agitèrent l'Empire russe en 1905. Elle commence le 9 janvier 1905 (22 janvier dans le calendrier grégorien), lors du « Dimanche rouge », et aboutit neuf mois plus tard à la promesse d'une constitution, le Manifeste d'octobre.
L'évolution économique et sociale du pays a fait monter les oppositions libérales, démocrates, socialistes et révolutionnaires au régime tsariste. La pétition des travailleurs de Saint-Pétersbourg du 9 janvier 1905, organisée sous la direction de Gueorgui Gapone et qui se termine par la fusillade meurtrière du Dimanche rouge met le feu aux poudres. Le régime impérial survit à cette première attaque d'envergure, mais le mécontentement grandit et l'opposition se radicalise. La grève générale d'octobre 1905 réussit à faire céder le régime. Une constitution libérale est octroyée ; mais dans les deux ans qui suivent, la contre-attaque de Nicolas II, le 3 juin 1907, réduit à néant les espoirs soulevés par cette révolution.
La mutinerie du cuirassé Potemkine, immortalisée en 1925 par Le Cuirassé Potemkine, film de Sergueï Eisenstein, en est restée un symbole.

## Les causes de la révolution de 1905

### Contexte politique

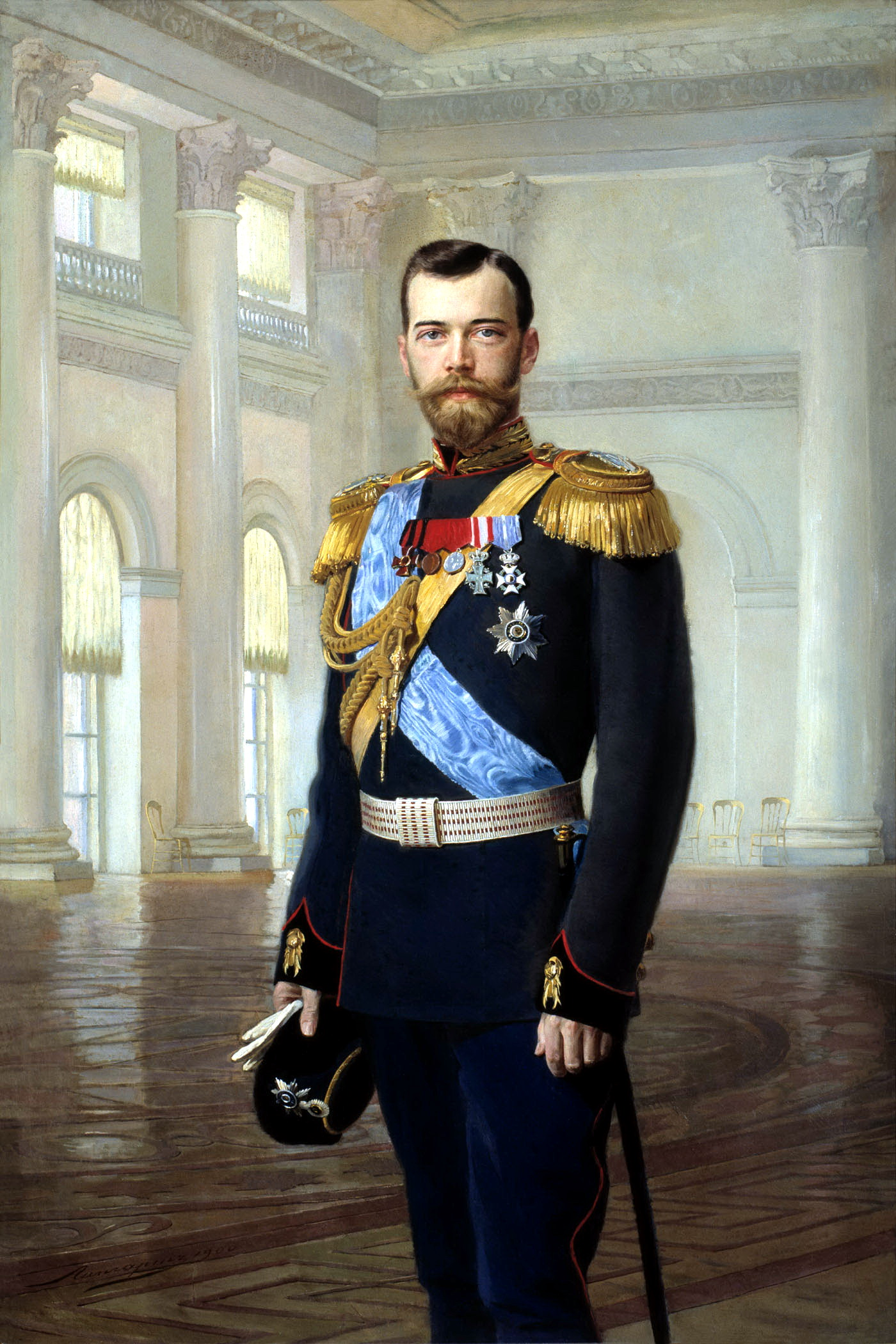
Nicolas II.

Après le règne réactionnaire de Nicolas Ier, l'empereur Alexandre II abolit le servage en 1861 et mène une politique plus libérale pendant les années 1860. Mais les réformes agraires n'ont pas été complétées par une distribution de terres et les serfs, bien que devenus libres, sont encore obligés d'effectuer de lourdes prestations (en passant plus de temps de travail chez leurs anciens Seigneurs que chez eux-mêmes). Conscient du retard économique et social de l'Empire russe, Alexandre II procède à toute une série de réformes, jusqu'à créer des institutions locales et provinciales, les zemstva.
Cependant, ces réformes sont de simples aménagements, pas des bouleversements. Tout reste encore sous la coupe du souverain, rien n'est délégué. Le pouvoir des assemblées locales reste limité (éducation, santé et voirie). La libéralisation du régime permet cependant le développement d'une opposition nourrie par le populisme, le nihilisme ou le terrorisme, tandis que les nationalités, comme la Pologne, en profitent pour s'agiter. L'insurrection polonaise de 1863-1864 et les multiples attentats contre le régime le font changer de politique. L'assassinat d'Alexandre II en mars 1881 par le groupe terroriste Narodnaïa Volia provoque l'instauration d'une politique de répression et de réaction.
Alexandre III puis son fils Nicolas II tentent de contrôler le plus étroitement possible le pays : retour sur toutes les avancées libérales avec par exemple la mise en place d'une police secrète très puissante, l'Okhrana, dans le cadre des Règlements provisoires. Publiés le 14 août 1881, leur but est, selon Alexandre III, « d'extirper l'odieuse subversion qui déshonore notre terre russe, de raffermir la foi et les mœurs, et d'élever nos enfants dans le bien » et de « ramener l'ordre et la justice dans les institutions accordées à la Russie par son bienfaiteur ». Les Règlements provisoires permettent de mettre en place un quasi état de siège. La police peut procéder à des perquisitions et à des arrestations sommaires, à des emprisonnements sans jugement. Cette prison préventive peut durer de quatre à six mois. En cas d'absence de preuves ou de preuves insuffisantes, les autorités peuvent emprisonner ou déporter administrativement tout suspect pour une durée de un à cinq ans. Pour les « crimes contre l'État », et leur définition est suffisamment vaste pour en englober le plus possible, on procède à des procès en cour martiale siégeant à huis clos, même pour des civils. Le gouvernement rappelle aux cours martiales qu'elles ont obligation d'appliquer le paragraphe 279 du Code de justice militaire, qui prévoit la peine de mort en cas de crimes contre l'État. La nouvelle police secrète est chargée de faire appliquer les Règlements provisoires, vite rendus définitifs par Nicolas II au début de son règne.
De 1881 à 1904, la Russie vit dans un état d'urgence ou un état de siège quasi permanent. Parallèlement, le pays connaît un rapide essor économique : la révolution industrielle russe date des années 1890.

### Les causes culturelles

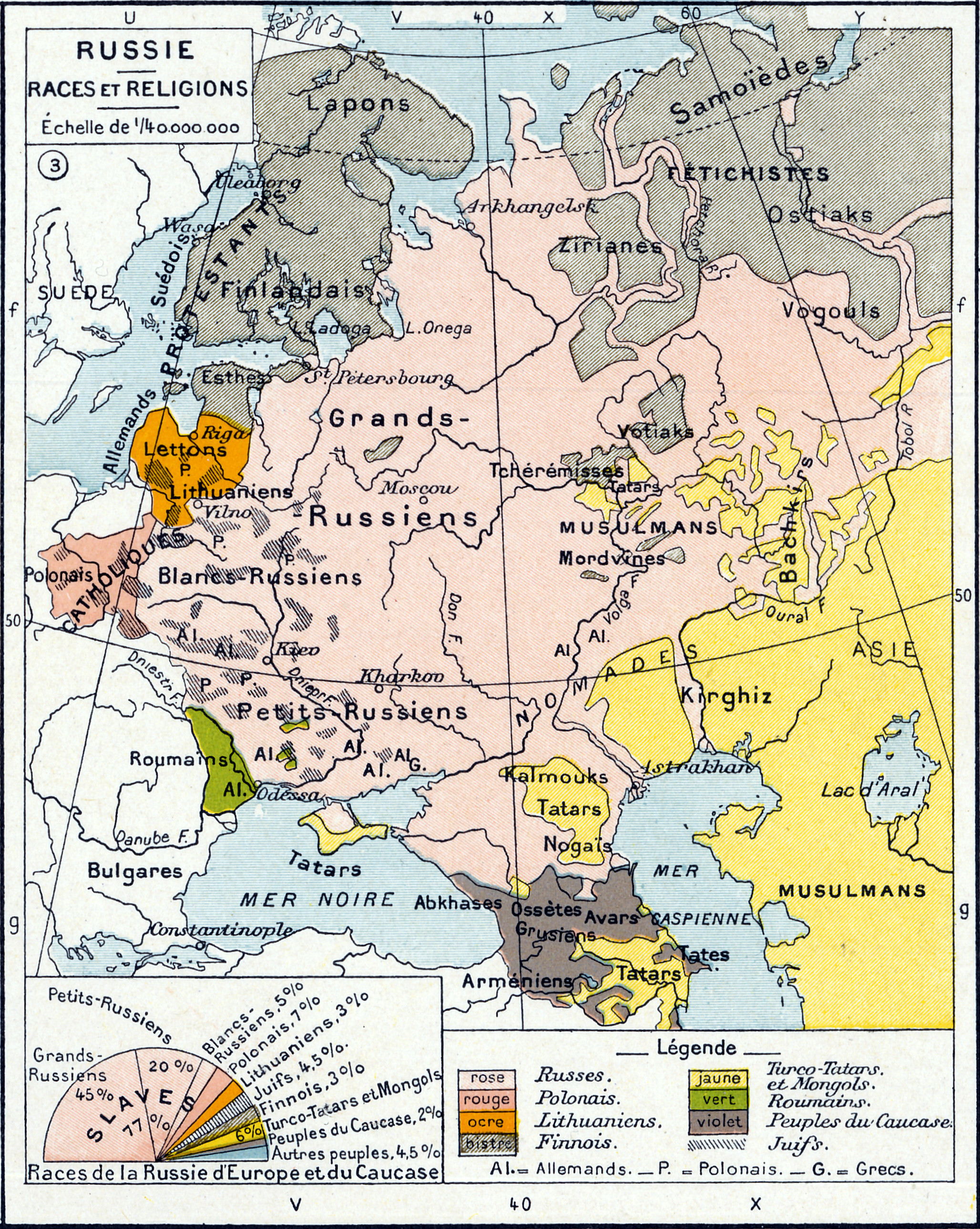
Carte ethnique de la Russie européenne avant la Première Guerre mondiale.

La Russie est un empire multiethnique et les Russes du XIXe siècle considèrent les cultures et les religions dans une hiérarchie claire. Les cultures non russes sont tolérées dans l'empire mais ne sont pas nécessairement respectées. Culturellement, l'Europe est favorisée par rapport à l'Asie, tout comme le christianisme orthodoxe par rapport aux autres religions.
Pendant des générations, les Juifs russes sont considérés comme un problème particulier. Les Juifs ne constituent qu'environ 4 % de la population mais sont concentrés dans les régions frontalières occidentales (zones de résidence). Comme d'autres minorités en Russie, les Juifs vivent « des vies misérables et circonscrites, interdits de s'installer ou d'acquérir des terres en dehors des villes et des villages, légalement limités dans la fréquentation des écoles secondaires et supérieures, pratiquement interdits d'exercer des professions juridiques, privés du droit de voter pour les conseillers municipaux, et exclus des services de la Marine ou de la Garde ».
Le traitement des Juifs par le gouvernement, bien que considéré comme une question distincte, est similaire à sa politique de traitement de toutes les minorités nationales et religieuses,.
Outre l'imposition d'une culture russe uniforme dans tout l'empire, la poursuite de la russification par le gouvernement, en particulier au cours de la seconde moitié du XIXe siècle, présente des motifs politiques. Après l'émancipation des serfs en 1861, l'État russe est contraint de tenir compte de l'opinion publique, mais le gouvernement ne réussit pas à obtenir le soutien du public. Un autre motif des politiques de russification est le soulèvement polonais de 1863. Contrairement aux autres nationalités minoritaires, les Polonais, aux yeux du tsar, étaient une menace directe pour la stabilité de l'empire. Après l'écrasement de la rébellion, le gouvernement met en œuvre des politiques visant à réduire les influences culturelles polonaises. Dans les années 1870, le gouvernement commence à se méfier des éléments allemands à la frontière ouest. Le gouvernement russe estime que l'unification de l'Allemagne bouleverserait l'équilibre des pouvoirs entre les grandes puissances européennes et que l'Allemagne utiliserait sa force contre la Russie. Le gouvernement pense alors que les frontières seront mieux défendues si la frontière a un caractère plus « russe ». Le point culminant de la diversité culturelle crée un problème de nationalité encombrant qui tourmente le gouvernement russe dans les années qui précèdent la révolution.

### Les causes structurelles
Le mécontentement ne cesse de croître parce que la société russe se transforme, tandis que le système politique ne veut pas. Les classes moyennes, dites aussi Troisième Élément en Russie, sont de plus en plus nombreuses (mais relativement petites). Le poids de l'administration russe y est pour beaucoup : le développement des zemstva et la bureaucratie toujours plus lourde augmentent le nombre de fonctionnaires qui rejoignent la classe moyenne. Mais, il n'en est pas moins vrai que l'administration russe (qui regroupe près de 600 000 fonctionnaires vers 1910) avait des limites de taille : elle était presque totalement corrompue et son activité est très mal gérée. Les professions libérales, c'est-à-dire les avocats, médecins ou vétérinaires, très influencées par les idées libérales, prennent une place de plus en plus importante dans la société. Les classes moyennes sont cependant frustrées, car quasiment exclues du pouvoir politique. L'industrialisation et le développement du capitalisme ont aussi des conséquences sociales avec la naissance du prolétariat (dont l'effectif passe de près d'une centaine au début en 1801 à plus de 1 740 000, cent ans plus tard) et la migration des ouvriers vers les villes. La paupérisation des paysans dans les campagnes nourrit le prolétariat rural. Ces deux catégories sociales constituent un immense réservoir de mécontents et des masses utilisables pour de grands mouvements de protestation.
Il convient, néanmoins, de bien noter que la classe des capitalistes (ou bourgeoise) était très limitée, à l'époque, en Russie : le pays n'a pas connu une révolution industrielle par analogie à celle des pays capitalistes développés et la majorité des entreprises industrielles appartiennent à des étrangers. À la campagne, la féodalité, régime dans lequel le Serf dépend directement de son Seigneur, est encore puissante. D'où la quasi absence d'une classe de travailleurs qui dispose librement de sa force de travail et qui est prête à la vendre sur le marché des villes pour vivre. Et il est sans aucun doute vrai que ces éléments expliquent, en grande partie, la non réussite des réformes menées par le pouvoir impérial.
Dès la première vague d'industrialisation en 1870, la Russie connaît des mouvements de grève s'exprimant principalement par la destruction des machines sur les lieux de travail. Il faut pourtant attendre la deuxième poussée d'industrialisation, en 1875, pour que ces grèves spontanées atteignent une certaine ampleur.
L'autocratie reste intransigeante face à une opposition elle aussi de plus en plus intransigeante. L'Union de libération, très influente dans les classes moyennes, organise la campagne des Banquets à partir de décembre 1904. Les socialistes révolutionnaires sont très présents dans les campagnes, où les révoltes paysannes se multipliaient : entre 200 et 300 dans les cinq ans précédant 1900. Les socialistes démocrates du POSDR de Lénine sont très implantés dans les milieux ouvriers, où ils diffusent la littérature de propagande marxiste.[réf. nécessaire]
Le gouvernement essaie de contrecarrer les actions de propagande du POSDR par les méthodes de répression habituelles, mais aussi en tentant de canaliser les mécontentements. L'Okhrana joue un rôle très important dans la mise en place d'une organisation ouvrière légale. Elle échoue à Moscou. À Saint-Pétersbourg : le prêtre Gueorgui Gapon met sur pied onze sections ouvrières regroupant plusieurs milliers d'ouvriers au sein du Collectif des travailleurs russes de Saint-Pétersbourg.

### Les causes conjoncturelles

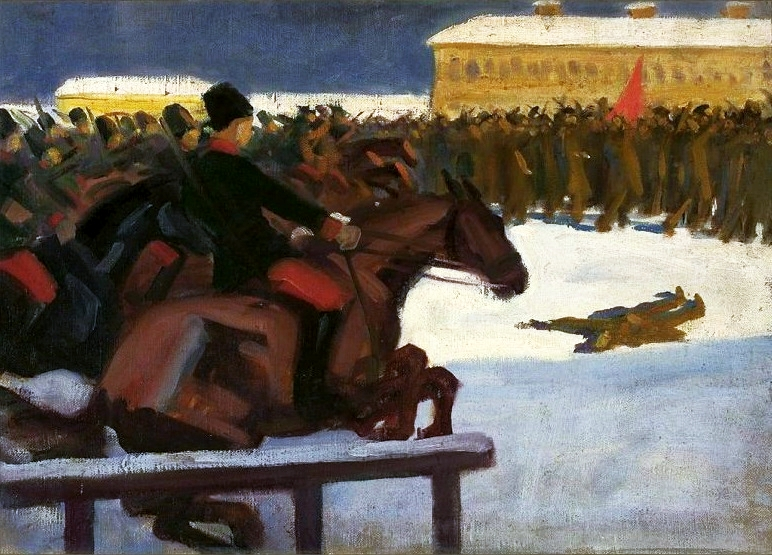
Peinture de Władysław Skoczylas représentant une manifestation à Saint-Pétersbourg.

Les mécontents multipliaient les actions : attentats pour les socialistes révolutionnaires, qui parviennent à assassiner le ministre de l'Intérieur Viatcheslav Plehve (juillet 1904) ou manifestations dans les rues de Saint-Pétersbourg après la fermeture des universités. Ces manifestations quotidiennes sont durement réprimées par la police et les cosaques.
La crise économique a durement frappé la population entre 1901 et 1903. Dans un contexte de crise mondiale, les faillites industrielles se multiplient, tout comme les famines dans les campagnes à cause des mauvaises récoltes. Entre 1900 et 1904, on compte 670 révoltes paysannes. De plus, les ouvriers, au chômage en ville, n'ont même plus l'espoir de trouver refuge à la campagne, frappée elle aussi par la crise.
Les revers dans la guerre face au Japon portent un coup au prestige du gouvernement et de l'empereur. Nicolas II a pu espérer détourner l'attention de l'opinion publique des problèmes intérieurs grâce à une guerre facile contre ceux qu'il appelle « les macaques ». La population, d'abord totalement indifférente à cette guerre lointaine, s'y oppose complètement lorsque les levées de troupes se font de plus en plus nombreuses, que les impôts pour financer le conflit augmentent et que les nouvelles des défaites successives de l'armée russe se multiplient.

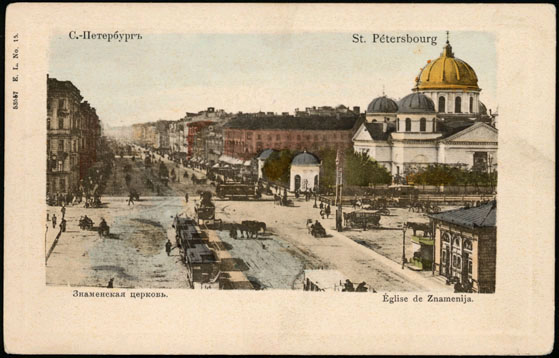
La perspective Nevski et église arménienne Sainte-Catherine.

Nicolas II n'a pas su se concilier les classes moyennes. Il a rejeté les demandes qu'il considère « inadmissibles » de l'Assemblée des zemstva de novembre 1904, concernant les libertés fondamentales, l'égalité des droits pour tous et la liberté totale de pensée.
Les grèves se multiplient dans les grands centres industriels : Bakou, Moscou et Saint-Pétersbourg. Elles débouchent dans cette ville sur le massacre du Dimanche rouge le 9/22 janvier 1905. Tout a commencé en décembre 1904 aux usines Poutilov, le plus grand centre industriel (12 000 ouvriers) de la capitale. Les ouvriers demandent à la direction un certain nombre de réformes modérées. L'influence de Gueorgui Gapone se fait très fortement sentir avec cette utilisation de la voie légale, à laquelle le gouvernement est favorable. Mais la direction refuse d'accepter les demandes et licencie les meneurs. Le 21 janvier se déroule une manifestation pour leur réintégration. Gapone se trouve à la tête du cortège qui regroupe la quasi-totalité des ouvriers de Saint-Pétersbourg : 220 000 personnes. On a alors l'idée d'aller porter au Tsar une pétition pour lui apprendre la misère de son peuple. Les socialistes révolutionnaires interviennent dans la rédaction de la pétition des travailleurs de Saint Pétersbourg du 9 janvier 1905.

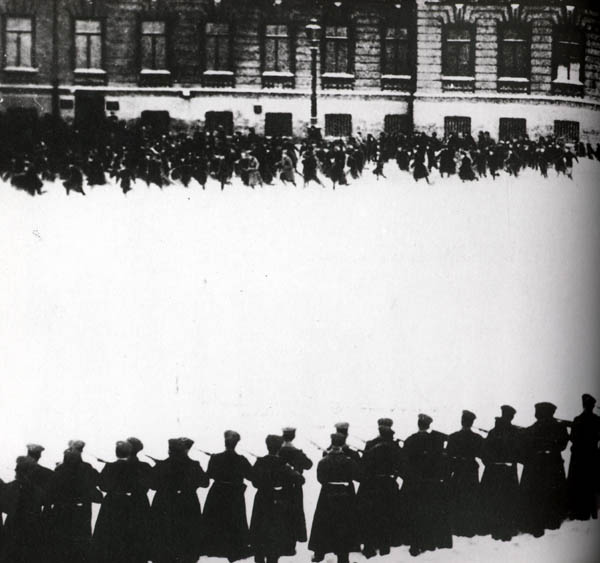
Les soldats tirant sur la foule lors du Dimanche rouge (scène fictive tirée d'un film soviétique de 1925).

Le texte est respectueux pour le tsar, mais remet en cause l'autocratie. Il demande toutes les libertés, les droits de se syndiquer et de faire grève, une réforme agraire et surtout une assemblée élue au suffrage universel.
Le 9 (22) janvier 1905, une procession derrière le prêtre Gapone, des icônes et des portraits du tsar doit aller respectueusement porter cette pétition au Palais d'Hiver, où l'on suppose que Nicolas II réside. Mais l'empereur est parti en laissant tous les pouvoirs aux forces de l'ordre. La troupe tire sur la foule. Les chiffres des victimes diffèrent : de 130 à plus de 1 000 morts et de quelques centaines à plusieurs milliers de blessés. La troupe tire au palais d'Hiver, mais un peu partout dans la capitale aussi. La population russe perd définitivement confiance en son tsar.

## Le développement de l'agitation
Le développement de l'agitation fut la conséquence des massacres de janvier.

### Affirmation de l'opposition
En 1896-1897, Saint-Pétersbourg a déjà été le lieu d'une grève générale et du premier essai d'organisation autonome des travailleurs. Pour résister à la répression policière et au chômage, des comités de grève illégaux se développent, véritables centres de ralliement des travailleurs en lutte pour la direction des grèves et l'aide financière aux grévistes.
En 1905, une première flambée de grèves se développe en janvier et surtout février. Les socialistes révolutionnaires reprennent les attentats, et assassinent le grand duc Serge. Les libéraux s'organisent. Les diverses Unions professionnelles (médecins, avocats, ingénieurs…) se regroupent en mai en Union des Unions, sous la présidence de Pavel Milioukov. Leur objectif est d'obtenir un régime de monarchie constitutionnelle avec deux chambres, les libertés fondamentales et un accroissement du lot de terre des paysans. Les revendications politiques des patrons rejoignent là les revendications politiques des ouvriers. Mais ces derniers ont aussi des revendications économiques.
La deuxième grande vague de grèves se fait en mai et juin 1905, cette fois-ci sous la direction du POSDR. C'est de cette période que l'on date la naissance du premier soviet ouvrier, même si certains affirment que le premier soviet date du lendemain du Dimanche rouge. Cette question historiographique renvoie à des problèmes idéologiques d'interprétation des événements.
L'agitation se développe dans les campagnes : occupation des grands domaines par les paysans, multiplication des révoltes spontanées que les socialistes révolutionnaires tentaient de politiser. En juin 1905, est créée l'Union paysanne pan-russe qui affirme que la terre doit être considérée comme la propriété collective du peuple tout entier. L'armée et la marine sont elles aussi lasses et mécontentes. Intervient alors l'épisode de la mutinerie du cuirassé Potemkine, non politisée, débutant sur des problèmes sociaux : des relations mal gérées entre officiers et marins, et sur les conditions de vie à bord, logement et nourriture avariée. À cela s'ajoute la défaite navale face aux Japonais. Le navire entre dans le port d'Odessa en arborant le drapeau rouge. Pourtant, les marins refusent de s'associer aux ouvriers grévistes. La lassitude de l'armée se lit aussi dans son refus d'intervenir contre les marins du Potemkine.

### Attitude du gouvernement

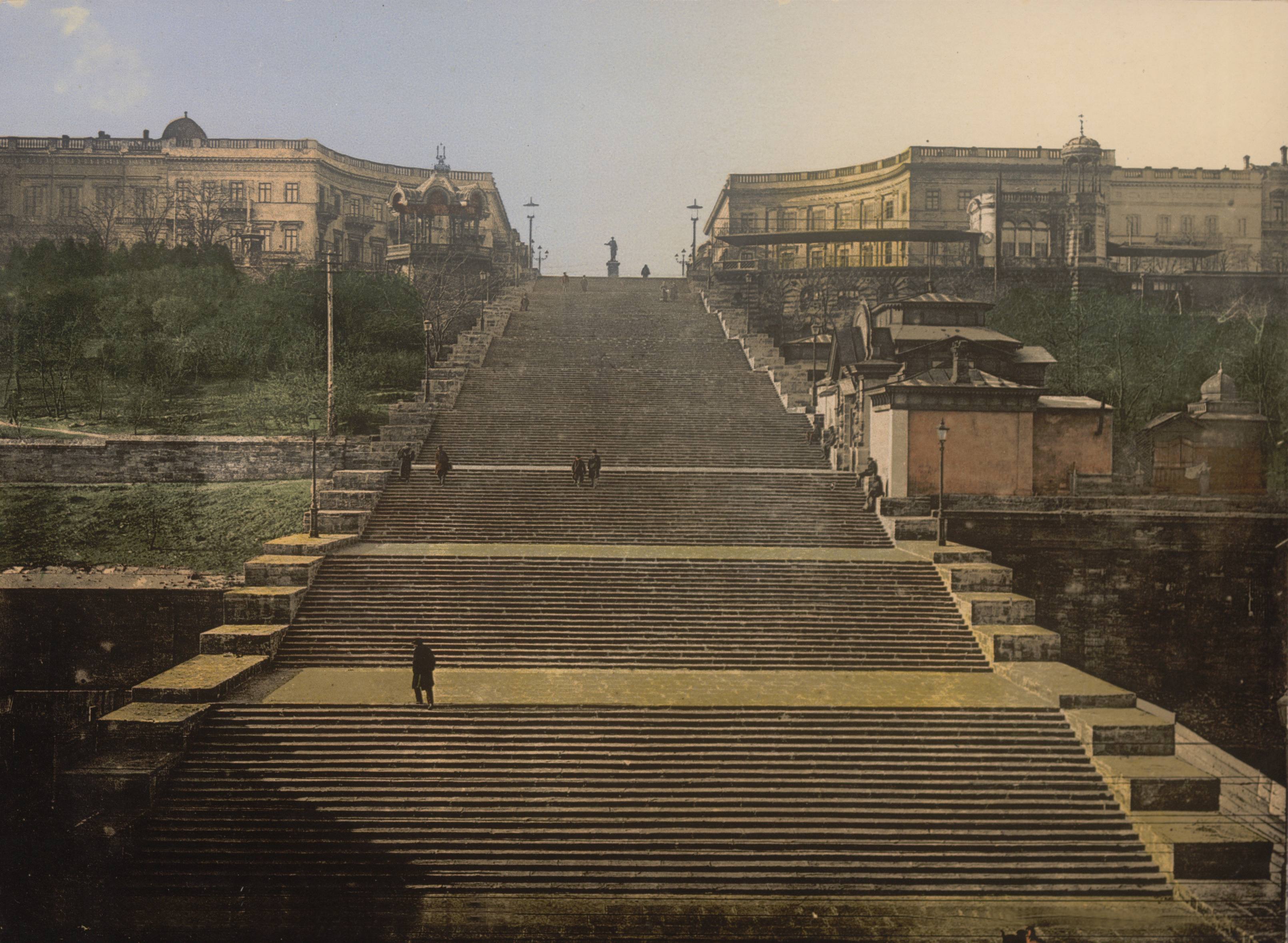
Les escaliers Richelieu à Odessa.

L'attitude gouvernementale est assez ambiguë et indécise. Deux tendances s'affrontent en effet au sein du gouvernement : ceux favorables à la répression, regroupés autour du gouverneur de Saint-Pétersbourg, le général Trepov ; et ceux favorables à la négociation, autour du comte Serge Witte. En décembre 1904, un manifeste impérial a annoncé la libéralisation du régime, mais il est resté sans suite. Les grèves de février ont entraîné une répression dure de la troupe sous les ordres de Trepov.
En mars, le ministre de l'Intérieur Boulyguine a annoncé la probable convocation d'une assemblée consultative, la tolérance religieuse et l'abrogation des lois de russification, tandis que Trepov obtient l'interdiction d'une réunion d'ouvriers qui devaient discuter de leurs problèmes économiques et l'arrestation des meneurs. En août, un manifeste impérial annonce la convocation d'une Douma consultative élue au suffrage restreint et indirect. Cette annonce arrive trop tard. Toute l'opposition, des libéraux aux extrémistes, veut une Douma délibérative élue au suffrage universel. Cela entraîne une répression forte. La troupe intervient partout. La célèbre fusillade dans l'escalier Richelieu à Odessa date de ce moment.
La réaction de l'opposition est à la mesure de la répression gouvernementale.

## La grève générale d'octobre

### La grève:7-17 octobre 1905
La grève marque l'apogée du mouvement. Elle est conduite par le POSDR et le Soviet des ouvriers de Saint-Pétersbourg. Elle débute dans les universités. Le gouvernement a accordé le droit de réunion aux étudiants en septembre 1905. Les universités proclament alors leur autonomie et organisent des réunions où toutes les classes sociales se croisent et confrontent leurs revendications. Les bourgeois demandent les libertés constitutionnelles et politiques ; les ouvriers ont des revendications sociales : journées de huit heures et augmentations de salaires. Les paysans continuent à occuper les grands domaines. Les nationalités en Pologne, en Finlande, dans le Caucase et dans les régions baltes s'agitent et demandent leur autonomie.
Trepov croit qu'il peut écraser le mouvement grâce aux troupes fraîches et fidèles revenant du front oriental. Le 7 octobre, il fait arrêter les dirigeants de l'Union des cheminots et fait intervenir les cosaques dans la capitale. Cela entraîne la grève générale qui paralyse progressivement tout le pays. L'armée est alors incapable d'agir.
La population réclame une constitution, une Douma et les libertés. À Saint-Pétersbourg, les socialistes-révolutionnaires, les bolcheviks et les mencheviks s'unissent au sein du soviet ouvrier, qui publie les Izvestia.

### LeManifestedu17 octobre
Devant l'échec de Trepov, on se tourne vers les solutions proposées par Serge Witte, qui dispose alors d'une aura importante : il vient de signer aux États-Unis une paix avec le Japon qui évite l'humiliation à son pays. Le tsar crée pour lui le poste de Premier ministre. Il fait signer au tsar le Manifeste du 17 octobre 1905. On veut (faire) croire que c'est la fin de l'autocratie et le premier pas de la Russie vers la monarchie constitutionnelle.
Le Manifeste accorde un certain nombre de libertés immédiatement : conscience, parole, réunion, association. Un ministère homogène est constitué sous la direction de Serge Witte, nommé Premier ministre. Le gouvernement annonce qu'il ne va pas s'immiscer dans les futures élections pour la Douma législative élue au suffrage universel. Les Règlements provisoires sont abrogés.
Il reste cependant diverses ambiguïtés : la Douma d'État de l'Empire russe va-t-elle avoir un rôle constitutionnel et les ministres vont-ils être responsables, et devant qui ?

### Division de l'opposition
À l'annonce du Manifeste, la population laisse éclater sa joie, pavoise les rues et chanta La Marseillaise des Travailleurs. La victoire n'est satisfaisante pour personne, pour les libéraux, les socialistes et les ouvriers, le Manifeste n'est qu'un premier pas.
La pression des ouvriers s'accentue. Les soviets ouvriers se multiplient. Il y a même des soviets de soldats parmi les troupes revenant du front. Il y a des insurrections de marins : à Kronstadt et à Sébastopol en novembre. À l'initiative des socialistes révolutionnaires, des soviets de paysans se constituent. Des révoltes rurales ont toujours lieu : 219 soulèvements en octobre, 796 en novembre et 575 en décembre. L'Union paysanne pan-russe réclame la nationalisation du sol, donc la suppression de la propriété privée du sol.
Pourtant, la majorité des paysans est favorable au Manifeste et faisait confiance à la Douma ; d'autant plus que les premières mesures de Witte sont favorables aux paysans[réf. nécessaire]. Les libéraux créent le Parti constitutionnel démocratique ou KD, dirigé par Milioukov et Malakov. Les modérés parmi les socialistes révolutionnaires créent en janvier 1906 le Parti social du peuple, qui joue le jeu de la démocratie et de la Douma.
Le gouvernement joue alors sur les divisions de l'opposition : en 1906, il diminue de moitié les sommes encore dues par les paysans pour leurs achats de terres datant de l'abolition du servage en 1861. En 1907, cette dette est totalement effacée. Le fermage est diminué, et les salaires des ouvriers agricoles augmentés.

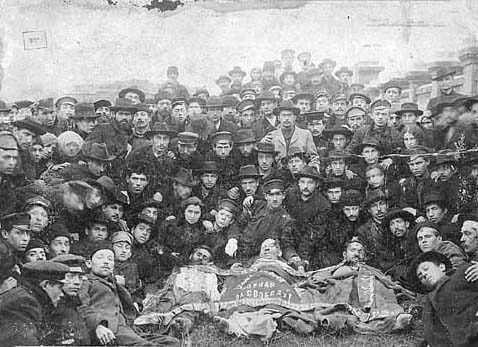
Membres du Bund derrière le corps de leurs camarades tués à Odessa durant la révolution de 1905

Les conservateurs s'organisent dans l'Union du peuple russe, dirigée par Dimitri Chipov (ru) et Alexandre Goutchkov. L'extrême droite crée les Centuries noires, plus ou moins soutenues par le gouvernement, pour lutter contre les libéraux, les intellectuels, les socialistes et les Juifs, notamment par l'organisation de pogroms comme ceux de Kichinev.
À la fin du mois de novembre 1905, il ne reste plus comme opposition que le mouvement ouvrier et l'Union paysanne pan-russe. Witte fait arrêter les dirigeants de l'Union paysanne le 27 novembre et les membres du soviet ouvrier de Saint-Pétersbourg, dont Léon Trotski le 16 décembre. Le soviet de Saint-Pétersbourg appelle à la révolution. Le soviet de Moscou prend le relais.
Des troupes nombreuses sont acheminées par train à Moscou. Du 22 décembre 1905 au 1er janvier 1906 des combats qui font plus d'un millier de morts opposent les ouvriers de Moscou à la police et à l'armée. Malgré quelques agitations sporadiques en 1906, avec grèves, révoltes paysannes, mutineries dans l'armée ou la marine, le gouvernement réussit à maintenir l'ordre.
Nicolas II a octroyé une constitution garantissant les libertés fondamentales et une Douma élue. Apparemment, la Russie prend la voie de la démocratie et de la liberté. Mais la première Douma, dominée par les KD, se révèle impuissante. L'empereur refuse de nommer un gouvernement correspondant à la majorité à la chambre. Celle-ci refuse toutes les mesures gouvernementales et le gouvernement refuse toutes les mesures proposées par la Douma. Elle est dissoute deux fois successivement, jusqu'à l'élection d'une majorité docile et favorable au tsar. Pour cela, on a procédé à des modifications des modalités électorales lors du Coup de force du 3 juin 1907. La Douma dite des Seigneurs est alors enfin docile et on revient à un fonctionnement de type autocratique.

## Bilan et conséquences
La révolution de 1905 a fait en tout 18000 morts, 30000 blessés, 70000 personnes arrêtées, incarcérées ou déportées en Sibérie. Un millier d'émeutiers ont été passés par les armes ou bien pendus après leur comparution devant les cours martiales. L'Okhrana a perdu 1400 fonctionnaires et agents divers, y compris les collaborateurs secrets exécutés dans les combats de rue — soit deux fois plus que lors de la révolution bolchévique d'octobre 1917.
Présentés par la vulgate de l'histoire révolutionnaire comme une « répétition générale » de la révolution de 1917, les événements de 1905 se déroulent dans un contexte sensiblement différent. Néanmoins, l'épisode laisse des traces et modifie le climat politique général. Avec le massacre du « Dimanche rouge », la monarchie tsariste autocratique est ébranlée, le tsar voit son autorité remise en cause et perd son aura au point que sa personne est désacralisée. Les révoltes sociales de 1905 ont toutefois été l'occasion de plusieurs changements positifs, dont la répartition de près de 3,5 millions d'hectares aux agriculteurs. Mais l'assassinat en 1911 du premier ministre Stolypine, qui avait impulsé ces réformes, dissuadera le Tsar de les poursuivre.
Le ralliement des constitutionnels démocrates (KD) aux réformes annoncées en octobre 1905 a pour conséquence de leur faire perdre l'influence qu'ils ont pu avoir sur la classe ouvrière. Celle-ci devient autonome politiquement et s'organise par le biais des soviets. Par la suite, les réflexes autocratiques du tsar vont limiter les effets des concessions auxquelles il a consenti, et favoriser l'action de ceux qui, comme Lénine, se montreront résolument hostiles à tout compromis avec le régime.

### Vidéo
- Hélène Châtelain, Nestor Makhno, un paysan d’Ukraine, Arte, 1996, voir en ligne sur Vimeo.